# Maurice Rousselier
Maurice Rousselier, dit le « colonel Rivier », né le 11 février 1914 à Bordeaux et mort le 9 janvier 1958 à Paris, est un militaire et un résistant français.

## Biographie
Maurice Charles Abel Rousselier naît le 11 février 1914 à Bordeaux. Polytechnicien (X 1933), il sert dans l'armée à compter de 1935 comme officier d'active, dans le génie puis les transmissions. Il sympathise avec le parti communiste. 
Pendant la Seconde Guerre mondiale, après la campagne de France de 1940, Maurice Rousselier entre dans la Résistance en adhérant au mouvement Libération-Sud par l'intermédiaire de Raymond Aubrac qu'il avait connu pendant ses études. Il devient ensuite chef de l'Armée secrète pour la région R4 (Toulouse).
Il doit changer de région en 1944 pour prendre le commandement des Forces françaises de l'intérieur (FFI) de la région 5 (Limoges). Il organise les unités de la région jusqu'à la Libération. En liaison avec les chefs départementaux, il contribue à la libération des villes de Limoges, Guéret, etc. Fin 1944, il prend le commandement de la 12e région militaire et participe à la réduction des poches de résistance allemandes sur la façade atlantique.
Il devient l'un des cadres dirigeants d'Électricité de France après guerre.
Il meurt en son domicile parisien 9 janvier 1958.

## Décoration
- Médaille de la Résistance française (décret du 11 mars 1947)[3]